# Carretera Central de Cuba

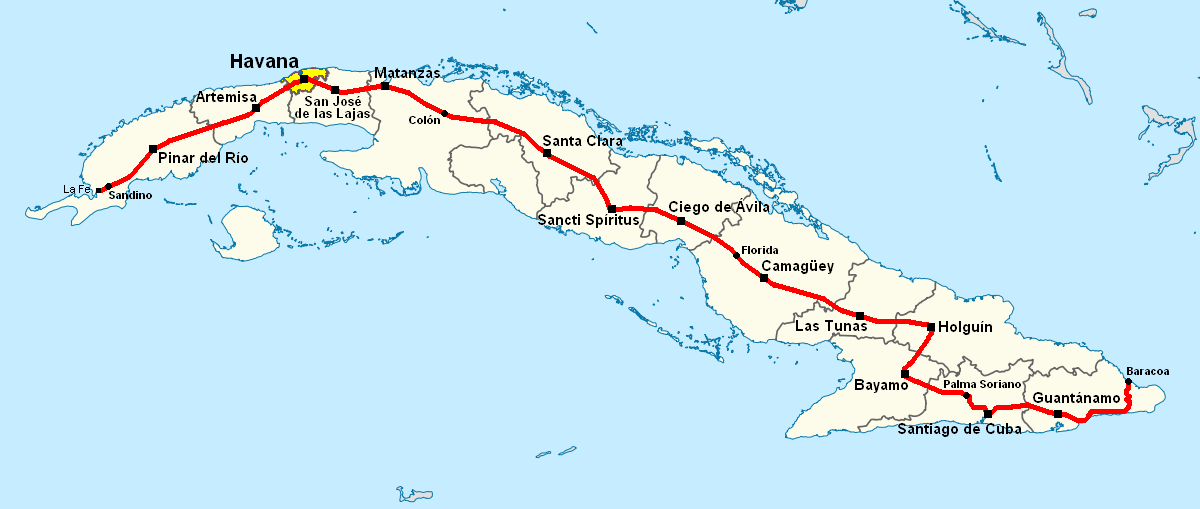
Trayecto de La Central

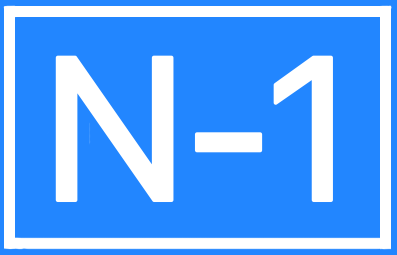
N-1

La Carretera Central de Cuba es la principal vía de transporte automotor de la isla. Fue construida entre 1927 y 1931 bajo el gobierno del presidente Gerardo Machado. Con una longitud total de 1139 km en 1931, la carretera está dividida en dos ramas a partir de La Habana: una hacia oriente y otra a occidente. El kilómetro 0 se encuentra en el Capitolio de La Habana. En el momento de su construcción enlazaba las 6 capitales provinciales: Pinar del Río, La Habana, Matanzas, Santa Clara, Camagüey y Santiago de Cuba, actualmente enlaza 14 de las 15 provincias del país, con la sola excepción de Cienfuegos. En la actualidad se consideran también parte de Carretera Central (código N-1) sus prolongaciones hacia el occidente (desde Pinar del Río a La Fe) y hacia oriente: Santiago de Cuba-Guantánamo-Baracoa. Esta última concluida en los años de la década de 1960; alcanza así una longitud total de 1435 km. De ese modo, la carretera prácticamente abarca desde un extremo a otro de la isla, longitudinalmente. La vía se considera como una de las siete maravillas de la ingeniería civil de Cuba.

## Ruta
Atraviesa el territorio de 14 provincias (de 15) y 173 municipios (de 208).
En su rama occidental:
- En la provincia de Pinar del Río: Sandino, Isabel Rubio (Guane), San Juan y Martínez, Pinar del Río, Consolación del Sur y Los Palacios (acceso a la cabecera). A partir de la construcción de la presa La Juventud que sumergió la Carretera central, el trayecto de la misma pasa más al norte, por San Diego de los Baños.
- En la Provincia de Artemisa: San Cristóbal (intercambio con la Autopista Nacional A-4, en los accesos a esta ciudad), Candelaria, Artemisa, Guanajay, Caimito y Bauta.
- En La Habana: municipios de La Lisa (intercambio con Autopista del Mediodía), Marianao (Ave 51); Cerro (Calzada del Cerro); Centro Habana (calle Monte) y Habana Vieja.

En su rama oriental:
- En La Habana: municipios 10 de octubre, San Miguel del Padrón (intercambio con Primer Anillo A-2) y Cotorro (intercambio con Carretera Monumental).
- Provincia de Mayabeque: San José de las Lajas (capital provincial), intercambio con la Autopista Nacional A-1, Catalina de Güines y Madruga.
- Provincia de Matanzas: Matanzas (conexión a la Vía Blanca en la ciudad), Limonar, Jovellanos, Perico, Colón y Los Arabos.
- Provincia de Villa Clara: Santo Domingo, Esperanza (municipio Ranchuelo), Santa Clara y Placetas.
- Provincia de Sancti Spiritus: Cabaiguán (intercambio con la Autopista nacional A-1 en sus cercanías), Sancti Spiritus y Jatibonico.
- Provincia de Ciego de Ávila: Majagua, Ciego de Ávila y Gaspar (Baraguá).
- Provincia de Camagüey: acceso a Céspedes, Florida, Camagüey, acceso a Jimaguayú, Sibanicú y Guáimaro.
- Provincia de Las Tunas: Las Tunas y Calixto (Majibacoa).
- Provincia de Holguín: Buenaventura (Calixto García), Holguín y Cacocum.
- Provincia de Granma: Cauto Cristo, Bayamo (capital provincial) y Jiguaní.
- Provincia de Santiago de Cuba: Contramaestre, Palma Soriano, Santiago de Cuba, La Maya (Songo-La Maya).
- Provincia Guantánamo: acceso a Niceto Pérez (debido a la presa La Yaya, que sumergió un tramo de la carretera, 9 km de la ruta actual transcurren por la Autopista Nacional), ciudad de Guantánamo, San Antonio del Sur, Imías, Baracoa. Para acceder a esta ciudad se construyó en los años 60 el Viaducto de La Farola que escala el macizo montañoso. Esta obra se considerada también una de la 7 maravillas de la arquitectura cubana.

En total, los pueblos y ciudades por los que discurre (de Occidente a Oriente) son los siguientes:
La Fe - Sandino - Martí - Isabel Rubio - Sábalo - San Juan y Martínez - Entronque de San Luis - Río Feo - El Vizcaíno - Pinar del Río - Conchita - Entronque de Las Ovas - Entronque de Pilotos - Consolación del Sur - Entronque de Herradura - Loma de Candelaria - La Güira - San Diego de Los Baños - Entronque de San Diego - Entronque de Los Palacios - Fierro - Santa Cruz de los Pinos - Chirigota - Mango Jobo - San Cristóbal -  Candelaria - Bayate - Mango Dulce - Ciudad Industrial - Las Mangas - Portugués - Artemisa - Cayado - Guanajay - Caimito - Anafe - Bauta - Punta Brava - La Concepción - Arroyo Arenas - La Lisa - Marianao - Pogolotti - Cerro - Luyanó - Virgen del Camino - San Miguel del Padrón - San Francisco de Paula - Cotorro - Cuatro Caminos - San José de las Lajas - Morales - Zaragoza - Catalina de Güines - Boris Luis Santa Coloma - Madruga - Entronque de Aguacate - Ceiba Mocha - Paso del Medio - Matanzas - Guanábana - Limonar - Coliseo - Jovellanos - Santa Gertrudis - Perico - Sergio González - Colón - Libertad - Río Piedras - Agüica - Los Arabos - Cuatro Esquinas - San Pedro Mayabón - Cascajal - Mordazo - Sabino Hernández - Manacas - George Washington - Santo Domingo - 26 de Julio - Las Casimbas - Jicotea - Esperanza - Antón Díaz - Las Minas - Santa Clara - Miller - Falcón - Oliver - Placetas - Benito Juárez - Manzanares - Punta de Diamantes - Cabaiguán - Guayos - La Aurora - La Trinchera - Sancti Spíritus - El Majá - Jatibonico - Majagua - Crucero Guayacanes - Jicotea - Ciego de Ávila - Crucero de Baraguá - Crucero de Gaspar - Crucero de Piedrecitas - Crucero de Céspedes - Florida - Las Margaritas - La Vallita - San Blas - Santa Teresa - Camagüey - Guanabaquilla - Santayana - Bidot - Vista Hermosa - La Norma - Sibanicú - Cascorro - Martí - Guáimaro - Anacahuita - Entronque Carretera - Yariguá - Santa María - Las Tunas - El Rincón - Calixto - La Ceiba - Gastón - Majibacoa - Las Parras - Jagüeyes - Buenaventura - Las Casimbas - Las Calabazas - Cruce de Maceo - Cruce de San Andrés - Yareyal - Holguín - Cacocum - Cauto Cristo - Babiney - Bayamo - Entronque de Guisa - Las Tamaras - Cautillo - Santa Rita - Jiguaní - Pino de Baire - Baire - Pueblo Nuevo - Contramaestre - Romana Siete - Aguacate - Los Coquitos - Palma Soriano -  La Curia - El Maniel -  Melgarejo - El Cobre - Santiago de Cuba - El Cristo - Dos Caminos - Alto Songo - El Socorro - La Maya - Belleza - Yerba de Guinea - Niceto Pérez - Guantánamo - Glorieta - Yateritas - Tortuguilla - Baitiquirí - San Antonio del Sur - Macambo - Playa Yacabo - Imías - Cajobabo - Paso de Cuba - Sabanilla - Los Hoyos - Baracoa.

## Construcción
El 15 de julio de 1925 el Congreso aprobó la ejecución de la Carretera Central, comenzaron de inmediato los estudios de campo y el 27 de septiembre de 1926 se celebró la primera licitación. La segunda se efectuó el 30 de noviembre de 1926 y se adjudicaron a las empresas Compañía Cubana de Contratistas y la estadounidense Warren Brothers Company, bajo la dirección del ingeniero cubano Manuel A. Coroalles. El costo total fue de 111 millones de pesos.
El diseño de la ruta se propuso conectar los principales centros de población y aprovechar al máximo el trazado de las calzadas y caminos existentes, decisión que ahorró tiempo, dinero y evitó expropiar terrenos. Así, en la medida de lo posible, la Carretera Central siguió el antiguo trazado de los Caminos Reales y mantuvo el ancho de faja de 20 m. No obstante, un total de 680 km cruzaron zonas por donde no existían más que caminos vecinales.
Su ejecución por el pueblo de San Francisco de Paula, al este de La Habana, el 20 de mayo de 1927. Concluyó el 24 de febrero de 1931, siendo inaugurada por el presidente de la República. El promedio de avance constructivo fue de 25,3 km al mes.

## Características constructivas

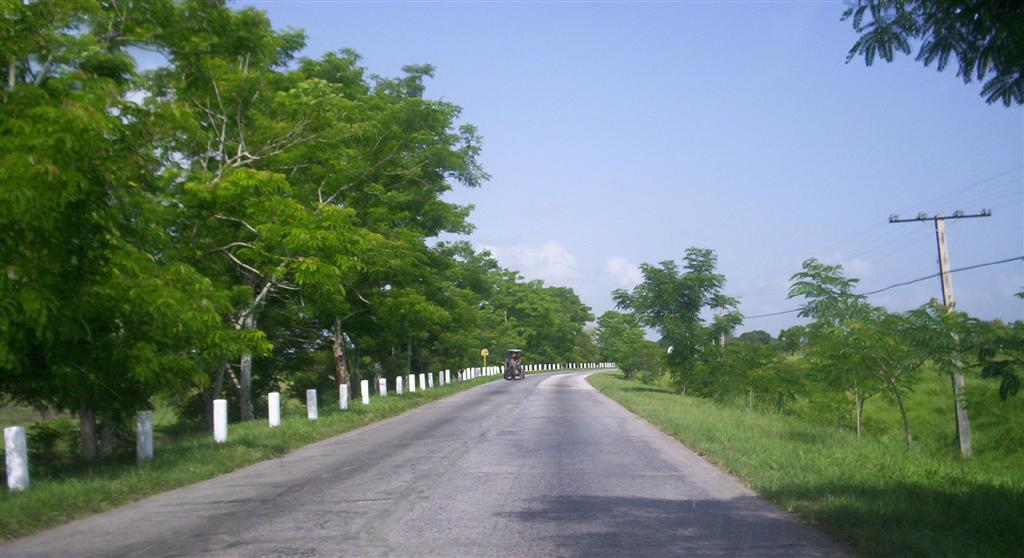
Carretera Central en Villa Clara.

Es una vía de 2 sendas; la sección transversal de la vía tiene un ancho de 6,30 metros en zonas rurales y 8,09 metros dentro de los pueblos y ciudades (en La Habana y varias ciudades capitales provinciales tiene un ancho mayor con 4 sendas en sus accesos o en el trayecto urbano). Su pavimento, de gran calidad, consiste en una losa de hormigón de 15 cm de espesor en el centro y 22 cm en los bordes, cubierta de mezcla asfáltica. Se utilizaron adoquines en los primeros metros de las vías que cruza. La mayor pendiente se fijó en 5%. Las obras de fábrica fueron calculadas para soportar 20 toneladas de peso y la visibilidad mínima en las curvas es de 110 metros. El vial cuenta con soluciones a desnivel para la gran mayoría de los pasos ferroviarios. Incluye 1 732 obras de fábrica, 536 puentes, de ellos 486 de hormigón armado, 15 de acero y 35 de otros tipos; y 106 cruces a nivel. Fueron sembrados 30 mil árboles a ambos lados de la vía, los cuales ofrecen sombra sobre la misma y favorecen el confort de los pasajeros. Muchos de los árboles originales se mantienen en la actualidad y es una característica que distingue esa carretera de otras vías del país.

## Impacto
En 1898 al cesar la dominación colonial española existente en Cuba solo 256 km de calzadas pavimentadas, básicamente en los accesos a La Habana. Ya en 1925 existían 2626 km de carreteras, de las cuales 1332, habían sido construidas entre 1909 y 1924. Así, la Carretera Central significó un 43% de crecimiento, además con una vía de gran calidad y capacidad de tráfico para la época. Fue la primera vía pavimentada en unir todas las regiones del país y las dos ciudades principales.
La influencia de la construcción de la misma fue tan notable que solo puede ser comparado con la construcción del ferrocarril central en 1902. Impulsó el comercio y el poblamiento y  explotación agrícola de áreas poco pobladas sobre todo en Camagüey y Oriente. Estimuló el crecimiento de las poblaciones que atraviesa; por ejemplo, las 48 poblaciones más importantes situadas en la misma incrementaron su número de habitantes en 26.6% entre 1931 y 1943, en tanto que los 78 pueblos más importantes fuera de esta vía, lo hicieron solo en 15.3% en igual período. El caso más típico fue el de la ciudad de Santa Clara, capital de la provincia de Las Villas, que sobrepasó a Cienfuegos y se convirtió en la mayor ciudad de la provincia y la cuarta del país. La Carretera Central se considera hasta nuestros días el principal eje de poblamiento de Cuba; en 1970 junto a dicha vía, en una franja de 5 km a cada lado, se concentraba el 45% de la población cubana con una densidad de 350 hab/km².
Por otra parte, la construcción de la Carretera Central significó el inicio del declive del transporte ferroviario en Cuba, debido a la competencia del transporte automotor. El tiempo necesario para viajar desde La Habana a Santiago de Cuba se redujo, de algo más de 24 horas por ferrocarril, a 16 horas por carretera. A partir de 1931 no se emprendieron proyectos ferroviarios de envergadura en Cuba.
En general por su gran impacto en la vida del país, varios autores la consideran la obra del siglo XX en Cuba.